# La Rochefoucauld (Charente)
La Rochefoucauld – miejscowość i dawna gmina we Francji, w regionie Nowa Akwitania, w departamencie Charente. W 2013 roku populacja ówczesnej gminy wynosiła 2959 mieszkańców. 
W dniu 1 stycznia 2019 roku z połączenia dwóch ówczesnych gmin – La Rochefoucauld oraz Saint-Projet-Saint-Constant – powstała nowa gmina La Rochefoucauld-en-Angoumois. Siedzibą gminy została miejscowość La Rochefoucauld. 